# Kemisk proces
En kemisk proces er en metode, hvormed et eller flere kemikalier eller kemiske blandinger ændres og omdannes til andre kemiske forbindelser.
Processen kan enten være skabt af nogen eller opstå naturligt. Begrebet kemisk proces anvedes ofte for at beskrive behandlingen og produktionen af kemiske stoffer i industriel sammenhæng, f.eks. på olieraffinaderier eller rensningsanlæg. En kemisk proces kan indeholde flere skridt, og kan, men behøver ikke, involere en egentlig kemisk reaktion.
| Kemi | Spire Denne artikel om kemi er en spire som bør udbygges. Du er velkommen til at hjælpe Wikipedia ved at udvide den. |